# Peripatoides indigo
Peripatoides indigo é uma espécie de invertebrado da família Peripatopsidae.
É endémica da Nova Zelândia.